# Finalmente piove
Finalmente piove è il sesto album in studio del cantante italiano Valerio Scanu, pubblicato il 12 febbraio 2016 dall'etichetta indipendente NatyLoveYou.

## Il disco
L'album, prodotto da Luca Mattioni, contiene dodici brani inediti e la cover Io vivrò (senza te) di Lucio Battisti. Tra gli autori figurano, oltre allo stesso Scanu, Davide Rossi, Lorenzo Mastropietro e Federico Paciotti, ex-chitarrista dei Gazosa.
La title track, scritta da Fabrizio Moro, è stata presentata in gara al Festival di Sanremo 2016 e pubblicata come singolo il 10 febbraio 2016.

## Tracce
1. Finalmente piove – 3:10 (Fabrizio Moro; edizioni musicali La Fattoria del Moro Publishing, Don't Worry Edizioni Musicali Srl)
2. Dentro questa stanza – 3:02 (Valerio Scanu, Luxianos, Fortens)
3. Un piccolissimo ricordo – 3:23 (Valerio Scanu, Luxianos, Fortens, Reross)
4. Mi pervadi – 3:35 (Federico Paciotti, Davide Rossi)
5. Saprai di donna – 2:53 (Federico Paciotti, Davide Rossi)
6. Rinascendo – 3:11 (Valerio Scanu, Luxianos, Fortens)
7. Resto così – 3:49 (Valerio Scanu, Luca Mattioni)
8. L'ossessione – 4:11 (Valerio Scanu, Mario Cianchi, Luca Mattioni)
9. Nutriti di me – 3:26 (testo: Davide Rossi – musica: Davide Rossi, Lorenzo Mastropietro, Federico Paciotti)
10. La mia faccia nuova – 4:05 (Valerio Scanu, Mario Cianchi, Luca Mattioni)
11. Meglio – 4:03 (Valerio Scanu, Luca Mattioni, Mirko Tommasi)
12. Io vivrò (senza te) – 3:24 (Lucio Battisti, Mogol) – originariamente interpretata da Lucio Battisti
13. Aspettiamo – 3:57 (Valerio Scanu, Luxianos, Fortens, Reross)

## Successo commerciale
Ad una settimana dalla sua pubblicazione, l'album debutta alla 18ª posizione della Classifica FIMI Album, posizione massima raggiunta da questo lavoro discografico, rimanendo in tale classifica per otto settimane. 
Nella classifica di iTunes rimane in 1ª posizione per 3 giorni consecutivi, restando presente in tale classifica fino a febbraio in Top 20.
Il singolo omonimo, pubblicato il 10 febbraio 2016 come apripista dell'intero album e presentato in gara al Festival di Sanremo, ha raggiunto la 6ª posizione della classifica dei singoli più venduti e il 21 marzo 2016 è stato certificato disco d'oro per le oltre 25 000 copie vendute.
Successivamente, nell'Ottobre dello stesso anno, il singolo viene certificato Disco di Platino per aver venduto oltre 50 000 copie.
L'8 aprile 2016 è stato pubblicato in edizione limitata il disco in vinile di Finalmente piove, che ha raggiunto il primo posto della relativa classifica secondo FIMI.
Il 27 maggio 2016 viene pubblicato il secondo singolo io vivrò (senza te) che entra subito nella classifica di iTunes al 1º posto per svariate settimane spodestando i tormentoni estivi pubblicizzati dalle radio. 
In seguito il singolo viene riconosciuto come disco d'oro per le oltre 25 000 copie vendute.
Il 28 ottobre 2016 esce il terzo singolo Rinascendo scritto dallo stesso Valerio Scanu. Nel video si vede il cantante in veste di ballerino in un passo a due con Samanta Togni.

## Classifiche

### Posizioni massime
| Classifica (2016) | Posizione massima |
| ----------------- | ----------------- |
| Italia            | 18                |

## Finalmente piove Live Tour
Il Finalmente piove Live Tour è partito il 24 aprile 2016 dall'Auditorium Conciliazione di Roma e si è concluso il 22 dicembre 2016 a La Maddalena (Sassari).
| Data              | Città                        | Luogo                         |
| ----------------- | ---------------------------- | ----------------------------- |
| 24 aprile 2016    | Roma                         | Auditorium Conciliazione      |
| 25 giugno 2016    | Rieti                        | Piazza San Francesco          |
| 20 luglio 2016    | Ruggiano (Lecce)             | Piazza Santa Marina           |
| 24 luglio 2016    | Torrice (Frosinone)          | Via Forcella                  |
| 5 agosto 2016     | Marano Marchesato (Cosenza)  | Piazza Conforti               |
| 6 agosto 2016     | Celle di Bulgheria (Salerno) | Piazza Umberto I              |
| 24 agosto 2016    | Brezza (Caserta)             | Campo sportivo                |
| 28 agosto 2016    | Verona                       | Teatro romano                 |
| 17 settembre 2016 | Ferentino (Frosinone)        | Piazza Mazzini                |
| 18 settembre 2016 | Villa d'Agri (Potenza)       | Piazza Zecchettin             |
| 17 dicembre 2016  | Roma                         | Auditorium Parco della Musica |
| 22 dicembre 2016  | La Maddalena (Sassari)       | Piazza Umberto I              |

## Finalmente Live Tour
Il Finalmente Live Tour è partito il 13 giugno 2017 da Bisaccia (Avellino) e si è concluso il 16 dicembre 2017 all'Auditorium Parco della Musica di Roma con l'evento Valerio Scanu Christmas Songs.
| Data             | Città                             | Luogo                         |
| ---------------- | --------------------------------- | ----------------------------- |
| 13 giugno 2017   | Bisaccia (Avellino)               | Piazza Duomo                  |
| 17 giugno 2017   | Cimitile (Napoli)                 | Basiliche Paleocristiane      |
| 24 giugno 2017   | Sanremo (Imperia)                 | Porto Vecchio                 |
| 29 giugno 2017   | Montecatini Terme (Pistoia)       | Piazza del Popolo             |
| 12 luglio 2017   | Padova                            | Padova Pride Village          |
| 28 luglio 2017   | Valtournenche (Aosta)             | Centro Congressi              |
| 11 agosto 2017   | La Maddalena (Sassari)            | Piazza Umberto I              |
| 14 agosto 2017   | Mugnano del Cardinale (Avellino)  | Piazza Umberto I              |
| 19 agosto 2017   | Alviano (Terni)                   | Piazza Centrale               |
| 26 agosto 2017   | Muravera (Carbonia)               | Piazza Europa                 |
| 2 settembre 2017 | San Michele di Ganzaria (Catania) | Via Roma                      |
| 6 settembre 2017 | Cento (Ferrara)                   | Piazza Guercino               |
| 16 dicembre 2017 | Roma                              | Auditorium Parco della Musica |